# Noël De Pauw
Noël De Pauw (Sint-Denijs-Boekel, 25 juli 1942 – Sint-Stevens-Woluwe, 12 april 2015) was een Belgisch wielrenner.
De Pauw was beroepsrenner tussen 1964 en 1972. De Omloop Het Volk van 1965 won hij na een solo van vijftien kilometer.

## Belangrijkste overwinningen
1965
- Omloop Het Volk
- Gent-Wevelgem

1966
- GP Dr. Eugeen Roggeman – Stekene

1967
- 2e etappe deel a Vierdaagse van Duinkerke
- 2e etappe deel b Ronde van België
- GP Dr. Eugeen Roggeman – Stekene

## Resultaten in voornaamste wedstrijden
| Jaar | Ronde van Italië | Ronde van Frankrijk | Ronde van Spanje |
| ---- | ---------------- | ------------------- | ---------------- |
| 1965 |                  | 72e                 | opgave           |
| 1966 |                  | buiten tijd         |                  |
| 1967 |                  |                     |                  |
| 1968 |                  |                     |                  |
| 1972 |                  |                     |                  |

| Jaar | Gent-Wevelgem | Ronde van Vlaanderen | Parijs-Roubaix | Luik-Bast.‑Luik | Omloop Het Volk | Waalse Pijl | Rund um den Henninger-Turm |
| ---- | ------------- | -------------------- | -------------- | --------------- | --------------- | ----------- | -------------------------- |
| 1965 | Goud          |                      | 43e            |                 | Goud            |             |                            |
| 1966 | 48e           |                      |                |                 |                 |             |                            |
| 1967 |               | 20e                  |                | 11e             | 57e             | 7e          | 10e                        |
| 1968 |               |                      |                |                 | 18e             |             |                            |
| 1972 |               |                      |                |                 | 51e             |             |                            |

Wielerploegen van Noël De Pauw
Baguet ·
Borremans ·
Bosmans ·
Covent ·
Decabooter ·
De Muynck ·
De Pauw ·
De Thaey ·
De Wolf ·
Deferm ·
Delvael ·
Denson ·
Derboven ·
Desmet ·
Lelangue ·
Lykke ·
Maes ·
Proost ·
Schroeders ·
Scrayen ·
Sels ·
Sorgeloos · 

Stevens ·
Van Aerde ·
Van Damme (tot 31/07) ·
Van De Kerckhove · 
Van Looy ·
Van Steenbergen ·
Van Vreckom ·
Vanderbist ·
Wouters
Baguet ·
Ballegeer ·
De Pauw ·
De Wolf ·
Decraeye ·
Delvael ·
Derboven ·
A. Desmet ·
H. Desmet ·
Himpe ·
Jaroszewicz ·
Lykke ·
Maes ·
Mathy ·
Merckx ·
Peelen ·
Planckaert ·
Schroeders ·
Scrayen ·
Sels ·
Seneca ·
Sercu ·
Severeyns ·
Sorgeloos · 
Staldeur ·
Stevens ·
Van Aerde ·
Van De Kerckhove · 
Van Looy ·
Van Steenbergen ·
Van Vreckom ·
Vandecaveye
Baguet ·
Ballegeer ·
Buysse ·
Daems ·
De Pauw ·
De Pré ·
De Sitter ·
De Wolf ·
Delaere ·
Delvael ·
Derboven ·
Desmet ·
Himpe ·
Hoskens ·
Janssen ·
Jaroszewicz ·
Lelangue ·
Lykke ·
Maes ·
Mattheus ·
Monteyne ·
Poppe ·
Post ·
Scrayen ·
Seeuws ·
Sels ·
Sercu ·
Sorgeloos · 
Stevens ·
Van Aerde ·
Van Hout ·
Van Looy ·
Van Maele ·
Van Steenbergen ·
Van Vreckom ·
Vanden Berghen ·
Verkindere
Adorni  ·
Armani ·
Bailetti ·
Bettinelli ·
Casalini ·
Casati ·
De Pauw ·
De Rosso ·
Delocht ·
Denti ·
Farisato ·
Grazioli ·
Lelangue ·
Mealli ·
Merckx  ·
Portalupi ·
Reybrouck ·
Scandelli ·
Sercu ·
Soave ·
Spruyt ·
Swerts ·
Van Den Bossche ·
Van Schil ·
Zuccotti
Blockx ·
Bodart ·
Campadelli ·
Capiau ·
Clauwaert ·
Coppens ·
Corneillie ·
Coulon ·
Crapez (vanaf 24/09) ·
G. David ·
W. David ·
De Block ·
De Boever ·
De Loof ·
De Pauw ·
E. De Vlaeminck ·
R. De Vlaeminck (vanaf 02/03) ·
De Winter (tot 01/06) ·
Dedeckere ·
Donie ·
Furnière ·
Germain (vanaf 17/02) ·
Gilmore ·
Godefroot ·
Gorez ·
Gosselin ·
Hemeryck ·
Holst ·
Houbrechts ·
Hutsebaut ·
Jarolewski ·
Leman ·
Lievens (vanaf 29/09) ·
Mahieu ·
Messelis ·
Monseré ·
Monteyne ·
Nassen ·
Ongenae (vanaf 28/07) ·
Thoma ·
Van Damme ·
Van de Vijver ·
Van Den Bempt (vanaf 01/04) ·
Van Den Berghe (vanaf 31/03) ·
Van Espen ·
Van Parijs (vanaf 30/09) ·
Vanclooster ·
Vande Moortel ·
Vandromme ·
Vanhoutte ·
Zwaenepoel (vanaf 18/08)